# Rouwsierragors
De rouwsierragors (Rhopospina fruticeti synoniem: Phrygilus fruticeti) is een zangvogel uit de familie Thraupidae (tangaren).

## Verspreiding en leefgebied
Deze soort telt 3 ondersoorten:
- R. f. peruvianus: Peru en westelijk Bolivia.
- R. f. coracinus: zuidwestelijk Bolivia en noordelijk Chili.
- R. f. fruticeti: zuidelijk Chili en westelijk Argentinië.